# Pato falso
El pato falso es un alimento vegetariano a base de gluten. Suele hacerse de gluten de trigo y por tanto tiene un alto contenido en proteína. Su sabor distintivo y textura de «pato desplumado» artificial lo distinguen de los demás productos de gluten comercializados. El pato falso puede encontrarse en algunas tiendas de alimentación chinas y minoristas especializados en comida internacional. Algunos productos parecidos pueden etiquetarse como abulón falso o cha'i pow yu (en chino, 齋鮑魚; pinyin, zhāibàoyú).
El sabor de este producto procede típicamente de estofar el gluten en salsa de soja y glutamato monosódico. Sin embargo, actualmente se evita el glutamato, que las autoridades sanitarias desaconsejan en grandes cantidades.
- Datos: Q6887790